# Maria Josefa Aige Corbella
Maria Josefa Aige Corbella (Lleida, 1914 - Barcelona, 24 d'octubre de 2008) fou una activista social. De jove va venir a Barcelona on va fer estudis de Peritatge mercantil (secretaria i comptabilitat).

## Fets de vida
El 1940 es va casar a l'església de Sant Llorenç de Lleida. Va tenir vuit fills en nou anys (les filles més petites eren bessones). El seu home va haver de marxar per problemes financers i ella, pràcticament sola, va haver d'alimentar i educar els seus fills i les seves filles. Treballava en tres oficines fent diferents torns i enduent-se feina a casa.
D'idees més aviat conservadores als seus inicis, la seva manera de veure i viure les coses va començar a canviar a conseqüència de la mort, el 1966, d'un fill seu periodista.

## Trajectòria Social
El 1971, quan la més petita de les filles s'independitzà, va venir a col·laborar a la Parròquia Mare de Déu de Bellvitge, començà fent tasques de secretaria al despatx parroquial i passant unes enquestes per a un estudi sociològic que es feia al barri de Bellvitge. El 1976, es va quedar a viure al barri. Va impulsar la implicació de les famílies en la formació dels fills i de les filles i la creació d'equips de matrimonis, on es donava una formació humana molt variada, degut als dèficits de l'època.

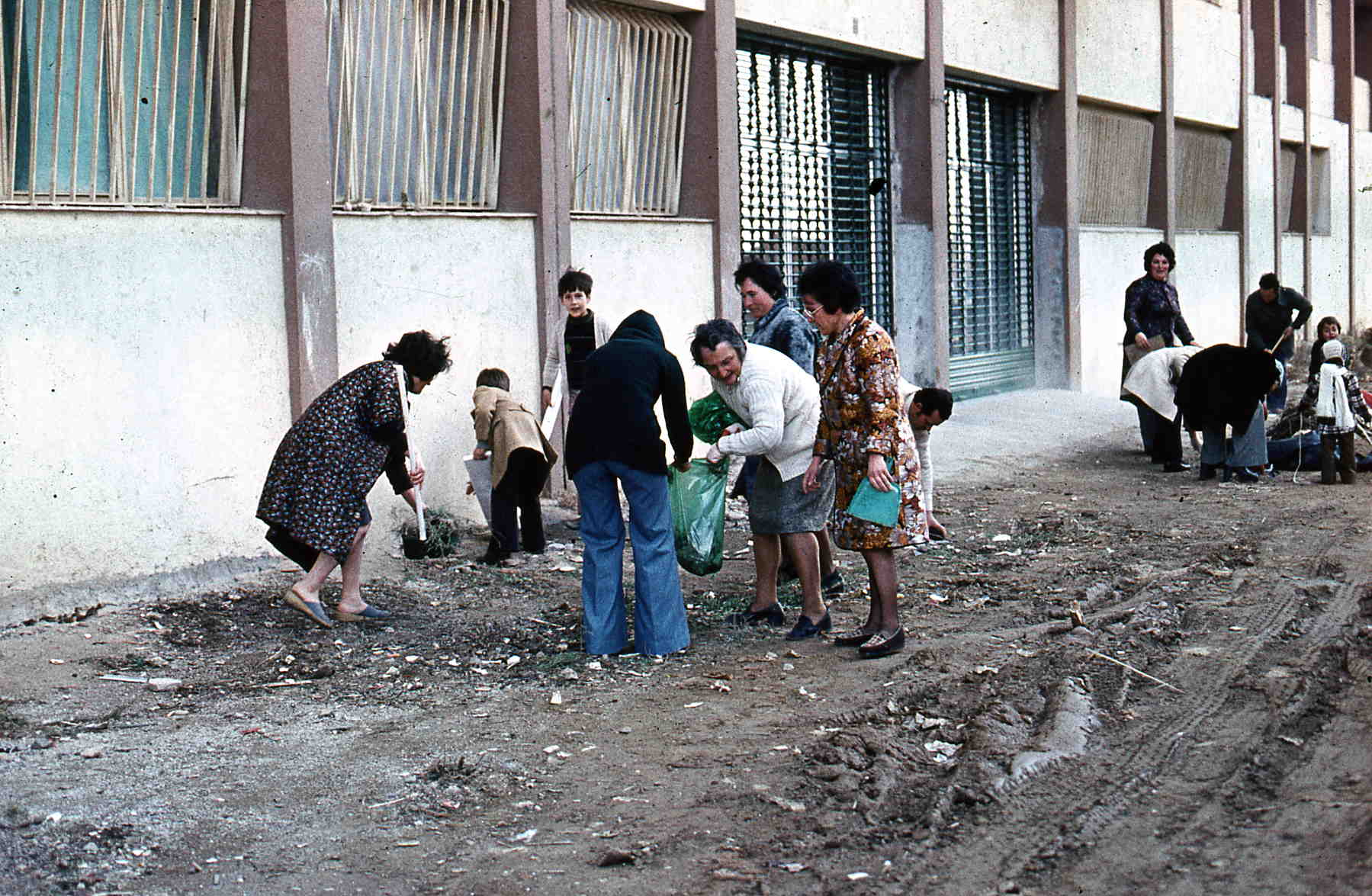
1976, Operació Neteja a Bellvitge

Va treballar de monitora al menjador de l'escola Estel (escola d'Educació Especial que hi havia on ara és la llar d'infants “l'Estel Blau” i que actualment és al barri de Can Serra amb el nom de “l'Estel-Can Bori”).
Es va fer sòcia del PSUC. Impulsà les Vocalies de Dones de les AAVVcol·laborant amb altres dones, com Pura Fernández en les reivindicacions per a la millora de la sanitat i en la unificació de les quatre AAVV que tenia el barri, participant activament a la plataforma que es va fer amb aquest motiu: Comitè Unificat d'Acció Municipal Bellvitge (CUAMB).
El 1978, quan es va assabentar que la policia desallotjaria als veïns i a les veïnes que s'anaven a tancar a l'antic consultori per a demanar condicions més dignes, ella obrì l'església-barracó de la Parròquia Mare de Déu de Bellvitge on es va fer el tancament (ja que la policia no podia entrar amb violència a les esglésies). L'acció va durar uns dies i es van aconseguir algunes millores.

Va formar part del Grup de Joves “Vivac” implicant-se en la formació humana dels adolescents, en la vinculació d'aquesta entitat amb les famílies, el barri o d'altres entitats i en la participació de tota mena de reivindicacions i millores socials: ecologia, antimilitarisme, integració, participació en les festes populars..., de la mateixa manera que podia fer tasques de cuina o de cura a les colònies i campaments. Al 1984, amb l'ajut d'un advocat ajudà a la creació de la Cooperativa Meteor, avui una S.L. de la nostra ciutat.
Amb idees ja molt avançades, tant social com eclesialment, va ser secretària durant uns anys del Col·lectiu de Dones en l'Església.
Des de 1987 es dedicà a ajudar a les persones amb drogodependència i a les seves famílies, col·laborant amb Jose Mª García Vilamala en la l'associació “Horitzó” i, a partir de 1992, a l'AVV Bellvitge amb l'ajut de persones del barri.

## Homenatge i Reconeixement
El 25 d'abril de 2008, poc abans de morir, se li va fer un sentit homenatge a l'AVV de Bellvitge.
Es reivindica que la Residència i Centre de Dia per a discapacitats intel·lectuals de Bellvitge, inaugurada al 2011 i gestionada per l'Institut Pere Mata, dugui el seu nom.